# Carmen Basilio
Carmen Basilio (ur. 2 kwietnia 1927 w Canastota w stanie Nowy Jork, zm. 7 listopada 2012 w Rochester w stanie Nowy Jork) – amerykański bokser, zawodowy mistrz świata kategorii półśredniej i średniej.

## Kariera sportowa
Rozpoczął zawodową karierę bokserską w 1948, walcząc w wadze półśredniej. W 1950 wygrał z byłym mistrzem świata wagi lekkiej Lewem Jenkinsem. W 1952 pokonał go Billy Graham. W 1953 wygrał z innym byłym mistrzem świata wagi lekkiej Ike'em Williamsem oraz wygrał i zremisował z Billym Grahamem. 18 września 1953 w Syracuse Basilio po raz pierwszy walczył o tytuł światowy, ale przegrał z broniącym tytułu w wadze półśredniej Kidem Gavilanem po 15 rundach na punkty.
10 czerwca 1955 w Syracuse Basilio został zawodowym mistrzem świata wagi półśredniej po wygranej z obrońcą tytułu Tonym DeMarco przez techniczny nokaut w 12. rundzie. W walce rewanżowej w Bostonie 30 listopada tego roku ponownie zwyciężył DeMarco przez techniczny nokaut w 12. rundzie. 14 marca 1956 w Chicago Basilio stracił tytuł po porażce na punkty w 15 rundach z Johnnym Saxtonem, ale go odzyskał w rewanżu nokautując Saxtona 12 września tego roku w Syracuse. 22 lutego 1957 w Cleveland znokautował Saxtona w 2. rundzie. 
Basilio zdobył tytuł mistrza świata wagi średniej 23 września 1957 w Nowym Jorku, wygrywając niejednogłośnie po 15 rundach na punkty z broniącym pasa Sugar Rayem Robinsonem, wobec czego musiał zrezygnować z tytułu w wadze półśredniej. Przegrał z Robinsonem w walce rewanżowej 15 marca 1958 w Chicago, również niejednogłośnie po 15 rundach. Próbował jeszcze odzyskać tytuł w wadze średniej, ale pokonali go Gene Fullmer (dwukrotnie: 28 sierpnia 1959 w San Francisco i 29 czerwca 1960 w Salt Lake City) oraz Paul Pender (22 kwietnia 1961 w Bostonie). Po porażce z Penderem Basilio zakończył karierę bokserską.
Trenerem Carmena Basilio był Angelo Dundee.
W 1969 Basilio został wybrany do The Ring Boxing Hall of Fame. W 1990 w Canastota powstał International Boxing Hall of Fame, który umieszczono w tym mieście właśnie dla uczczenia Carmena Basilio i jego bratanka Billy'ego Backusa. Basilio został wybrany do tej galerii sławy w 1990 (podobnie jak wielu dotychczasowych członków The Ring Boxing Hall of Fame).